# Zottegems hoen
Het Zottegems hoen, dat ook wel Zottegemse zwartkop genoemd wordt, is een Belgisch kippenras, dat als een onderras van de brakel gezien wordt. Het is een zogenaamd pelhoen.

## Beschrijving
Het hoen komt voor in zilver, goud en citroen, waarbij de zilveren kleurslag het meest voorkomt. De naam "zwartkop" verwijst naar de halskraag van de hen. Het hoen komt qua bouw en type volledig overeen met de brakel en verschilt alleen qua tekening. Van de halskraag van de hen is namelijk het bovenste gedeelte zwart in plaats van goud of zilver. De halskraag van de haan is daarentegen volkomen goud- of zilverkleurig. Een ander verschil tegenover de brakel is de banding van de borstveren, waarbij de zwarte rand van de veren bij het Zottegems hoen breder is.

## Oorsprong
Het ras is aan het eind van de 19e eeuw ontstaan in de omgeving van Gent. De kippenexpert Louis Vander Snickt, die het ras in 1899 voor het eerst beschreef, was ervan overtuigd dat het Zottegems hoen het resultaat was van een aloude kruising tussen de brakel en een ander authentiek hoen, de Bergse kraaier.